# Tipula neolenta
Tipula neolenta är en tvåvingeart som beskrevs av Alexander 1945. Tipula neolenta ingår i släktet Tipula och familjen storharkrankar.
Artens utbredningsområde är Ecuador. Inga underarter finns listade i Catalogue of Life.